# КНДР на Олимпийских играх
Корейская Народно-Демократическая Республика впервые участвовала в Олимпийских играх в 1964 году, появившись в тот год только на зимней Олимпиаде. В 1972 году в Мюнхене КНДР впервые участвовала и в летней Олимпиаде. С тех пор команда участвовала во всех летних Олимпийских играх, кроме Олимпиады 1984 года в Лос-Анджелесе и Олимпиады 1988 года в Сеуле (пропуск Олимпийских игр в Лос-Анджелесе и Сеуле был связан с политическими причинами). На зимних Олимпийских играх команда КНДР появляется нерегулярно, из последних двенадцати Игр КНДР участвовала лишь в семи (игры 1968, 1976, 1980, 1994, 2002, 2014 и 2022 годов были пропущены КНДР).
Национальный олимпийский комитет КНДР был создан в 1953 году и признан МОК в 1957 году.

## История
Спортсмены из КНДР завоевали в общей сложности 56 олимпийских медалей, из них 2 — на зимних Олимпиадах. Государственное финансирование играет важную роль в спортивных успехах КНДР. Элитные спортсмены часто наслаждаются высокоразвитыми спортивными сооружениями и роскошным образом жизни по сравнению со своими сверстниками.
В период «Политики солнечного тепла» 1998–2007 годов КНДР и Республика Корея символически выступали как одна команда на церемониях открытия Олимпийских игр 2000, 2004 и 2006 годов, но соревновались раздельно.
КНДР направила 22 спортсмена для участия в зимних Олимпийских играх 2018 года в Пхёнчхане, в пяти видах спорта. Как и в 2000 и 2004 годах, спортсмены из КНДР и Республика Корея прошли вместе на церемонии открытия. В единую женскую хоккейную команду вошли игроки из КНДР и Республика Корея. Спортсмены из КНДР также соревновались в горных лыжах, фигурном катании, шорт-треке и беговых лыжах. Наряду с 22 спортсменами КНДР отправила на Игры 2018 года делегацию из 400 болельщиков. В эту делегацию, возглавляемую церемониальным главой государства Ким Ён Намом, входили чирлидеры, практикующие тхэквондо и оркестр.
В 2018 году Организация Объединённых Наций из-за конфликтов отклонила резолюцию по освобождению от санкций в отношении спортивного инвентаря, для помощи спортсменам при подготовке к летним Олимпийским играм 2020 года, отправляемым в КНДР.
6 апреля 2021 года КНДР объявила, что не будет участвовать в летних Олимпийских играх 2020 года в Токио из-за глобальной пандемии коронавируса COVID-19. Поскольку Олимпийская хартия требует участия членов, Международный олимпийский комитет отстранил КНДР от своей деятельности до конца 2022 года, тем самым запретив стране участвовать в зимних Олимпийских играх 2022 года в Пекине.

## Медали

### Медали летних Олимпийских игр
| Игры                | Золото               | Серебро | Бронза | Всего  |
| ------------------- | -------------------- | ------- | ------ | ------ |
| 1972 Мюнхен         | 1                    | 1       | 3      | 5      |
| 1976 Монреаль       | 1                    | 1       | 0      | 2      |
| 1980 Москва         | 0                    | 3       | 2      | 5      |
| 1984 Лос-Анджелес   | бойкот               | бойкот  | бойкот | бойкот |
| 1988 Сеул           | бойкот               | бойкот  | бойкот | бойкот |
| 1992 Барселона      | 4                    | 0       | 5      | 9      |
| 1996 Атланта        | 2                    | 1       | 2      | 5      |
| 2000 Сидней         | 0                    | 1       | 3      | 4      |
| 2004 Афины          | 0                    | 4       | 1      | 5      |
| 2008 Пекин          | 2                    | 1       | 3      | 6      |
| 2012 Лондон         | 4                    | 0       | 2      | 6      |
| 2016 Рио-де-Жанейро | 2                    | 3       | 2      | 7      |
| 2020 Токио          | не принимала участие |         |        |        |
| 2024 Париж          |                      |         |        |        |
| Всего               | 16                   | 15      | 23     | 54     |

### Медали зимних Олимпийских игр
| Игры                | Золото               | Серебро              | Бронза               | Всего                |
| ------------------- | -------------------- | -------------------- | -------------------- | -------------------- |
| 1964 Инсбрук        | 0                    | 1                    | 0                    | 1                    |
| 1968 Гренобль       | не принимала участие | не принимала участие | не принимала участие | не принимала участие |
| 1972 Саппоро        | 0                    | 0                    | 0                    | 0                    |
| 1976 Инсбрук        | не принимала участие | не принимала участие | не принимала участие | не принимала участие |
| 1980 Лейк-Плэсид    | не принимала участие | не принимала участие | не принимала участие | не принимала участие |
| 1984 Сараево        | 0                    | 0                    | 0                    | 0                    |
| 1988 Калгари        | 0                    | 0                    | 0                    | 0                    |
| 1992 Альбервиль     | 0                    | 0                    | 1                    | 1                    |
| 1994 Лиллехаммер    | не принимала участие | не принимала участие | не принимала участие | не принимала участие |
| 1998 Нагано         | 0                    | 0                    | 0                    | 0                    |
| 2002 Солт-Лейк-Сити | не принимала участие | не принимала участие | не принимала участие | не принимала участие |
| 2006 Турин          | 0                    | 0                    | 0                    | 0                    |
| 2010 Ванкувер       | 0                    | 0                    | 0                    | 0                    |
| 2014 Сочи           | не принимала участие | не принимала участие | не принимала участие | не принимала участие |
| 2018 Пхёнчхан       | 0                    | 0                    | 0                    | 0                    |
| 2022 Пекин          | не принимала участие | не принимала участие | не принимала участие | не принимала участие |
| Всего               | 0                    | 1                    | 1                    | 2                    |

### Медали по летним видам спорта
| Вид спорта            | Золото | Серебро | Бронза | Всего |
| Тяжёлая атлетика      | 5      | 7       | 5      | 17    |
| Борьба                | 3      | 2       | 5      | 10    |
| Спортивная гимнастика | 3      | 0       | 0      | 3     |
| Бокс                  | 2      | 3       | 3      | 8     |
| Дзюдо                 | 2      | 2       | 4      | 8     |
| Стрельба              | 1      | 0       | 2      | 3     |
| Настольный теннис     | 0      | 1       | 3      | 4     |
| Волейбол              | 0      | 0       | 1      | 1     |
| Всего                 | 16     | 15      | 23     | 54    |

### Медали по зимним видам спорта
| Вид спорта         | Золото | Серебро | Бронза | Всего |
| Конькобежный спорт | 0      | 1       | 0      | 1     |
| Шорт-трек          | 0      | 0       | 1      | 1     |
| Всего              | 0      | 1       | 1      | 2     |